# Logan O'Brien
Pour les articles homonymes, voir O'Brien.
Logan O'Brien est un acteur américain né le 21 janvier 1992 en Californie (États-Unis).

## Filmographie
- 1993 : Hôpital central ("General Hospital") (série TV) : Lucas Stansbury Jones #6 (1998-2002)
- 1999 : Special Delivery : Tommy Matherson
- 1999 : La Maison du futur (Smart House) (TV) : Ben Age 6
- 1999 : La Saison des miracles (A Season for Miracles) (TV) : Young Boy
- 2004 : The Young Filmmakers Club: Digital Video Editing (vidéo) : Logan
- 2005 : Serenity : Boy Student